# 田野 (1973年)
田野（1973年9月—），辽宁沈阳人。男，汉族。1998年8月参加工作，1993年12月加入中国共产党。中华人民共和国政治人物、学者。

## 生平
1992年9月，在哈尔滨工业大学材料学院攻读工学学士学位；1996年9月，在哈尔滨工业大学材料学院工学硕士学位；1998年9月，在清华大学公共管理学院管理科学与工程专业管理学博士学位。
2002年7月，任天津市东丽区区长助理。2003年11月，兼任东丽区旅游局副局长、党组副书记兼东丽湖旅游开发区管委会副主任、旅游开发总公司总经理。2004年4月，改兼任程林街党工委书记。
2005年11月，田氏调任辽宁，透过公选成为中国共产主义青年团辽宁省委员会副书记，省少工委主任、省青联副主席。2010年12月，任共青团辽宁省委党组书记、共青团辽宁省委书记、省青联主席。
2014年9月，他接替调任中共沈阳市委常委、组织部部长的刘桂香任中共鞍山市委副书记、海城市委书记。后任中共鞍山市委副书记。2016年8月，任中共沈阳建筑大学党委副书记。现为沈阳建筑大学教授。